# فهرست کشورها بر پایه صادرات قطعات هواگرد
در زیر فهرستی از کشورها بر پایه صادرات قطعات هواگرد آمده‌است. این داده‌ها در سال ۲۰۱۲ بر مبنای میلیون دلار آمریکا مرتب شده‌است که از سوی رصدخانه پیچیدگی اقتصادی منتشر شده‌است.
در زیر ۲۱ کشور برتر فهرست شده‌اند.
| ردیف | کشور                | مقدار  |
| ---- | ------------------- | ------ |
| ۱    | ایالات متحده آمریکا | ۱۷٬۰۱۳ |
| ۲    | بریتانیا            | ۸٬۸۶۳  |
| ۳    | آلمان               | ۸٬۶۹۸  |
| ۴    | فرانسه              | ۷٬۲۲۷  |
| ۵    | ژاپن                | ۴٬۲۸۷  |
| ۶    | ایتالیا             | ۲٬۸۱۸  |
| ۷    | کانادا              | ۲٬۷۵۸  |
| ۸    | اسپانیا             | ۱٬۹۴۶  |
| ۹    | چین                 | ۱٬۱۷۶  |
| ۱۰   | سوئیس               | ۹۰۷    |
| ۱۱   | هلند                | ۸۹۵    |
| ۱۲   | بلژیک               | ۸۲۸    |
| ۱۳   | لوکزامبورگ          | ۸۲۸    |
| ۱۴   | مکزیک               | ۸۲۶    |
| ۱۵   | کرهٔ جنوبی           | ۸۱۹    |
| ۱۶   | هند                 | ۸۱۳    |
| ۱۷   | اتریش               | ۷۳۵    |
| ۱۸   | سنگاپور             | ۶۷۴    |
| ۱۹   | استرالیا            | ۶۳۸    |
| ۲۰   | اسرائیل             | ۵۶۱    |
| ۲۱   | مالزی               | ۴۶۶    |